# Oktjabrskoje (Saratow)
Oktjabrskoje (russisch Октябрьское, bis 1941  Popowkina/Поповкина; deutsch Jost, auch Just) war ein deutsches Dorf an der Wolga in Russland.
Es lag etwa 50 Kilometer Luftlinie südlich von Engels am linken, dort Wiesenseite genannten Ufer der Wolga unweit der Einmündung des Baches Popowka zwischen den heutigen Dörfern Tschkalowka (früher deutsch Laub; Landgemeinde Tarlykowka, früher Dinkel) und Jablonowka (früher Lauwe; Landgemeinde Priwolschskoje, früher Kukkus) im Rajon Rownoje der Oblast Saratow.

## Geschichte
Gegründet wurde das Dorf am 5. Juli 1767 von 148 lutherischen Einwanderern aus Deutschland. Die meisten der ersten Siedler waren Landwirte, daneben ein Schmied und zwei Schuster. In der Umgebung wurden drei Windmühlen errichtet. Mit fünf weiteren Dörfern wurde das Dorf später zur Wolost Alexandrow zusammengefasst. Neben dem deutschen Namen Jost oder Just trug es die offizielle russische Bezeichnung Popowkina.
Nach der Deportation der wolgadeutschen Bewohner 1941 erfolgte die Umbenennung in Oktjabrskoje (etwa Oktober-Dorf, nach der Oktoberrevolution). 1970 war Oktjabrskoje dem Dorfsowjet des 8 km nordwestlich am Wolgaufer gelegenen Dorfes Priwolschskoje des Rajons Engels unterstellt, aus dem im selben Jahr aber wieder der Rajon Rownoje ausgegliedert wurde. Dieser hatte bereits bis 1962 existiert, und Oktjabrskoje gehörte wie die Nachbardörfer zu ihm seit Anschluss des bis 1956 selbständigen Rajons Priwolschskoje (vor 1941: Kanton Kukkus).
Das Dorf existierte bis Ende der 1980er-Jahre.
Bevölkerungsentwicklung
| Jahr | Einwohner |
| ---- | --------- |
| 1767 | 219       |
| 1912 | 2526      |
| 1926 | 1356      |

## Persönlichkeiten
- Bernhard Ludwig von Platen (um 1733–1774), wolgadeutscher Dichter, starb in Jost